# هری بنسون (بازیکن فوتبال)
هری بنسون (انگلیسی: Harry Benson; ۲۲ ژانویهٔ ۱۸۸۳ – 1953 (aged 70)) بازیکن فوتبال اهل بریتانیا بود.
از باشگاه‌هایی که در آن بازی کرده‌است می‌توان به باشگاه فوتبال استوک سیتی، باشگاه فوتبال نورث‌همپتون تاون، و باشگاه فوتبال پورت ویل اشاره کرد.